# Szentpéterfa
Szentpéterfa (hrvaško Petrovo Selo) je vas na Madžarskem, tik ob meji z Avstrijo, ki upravno spada v Sombotelsko okrožje Hrvatov.